# Bresje (Svilajnac)
Pour les articles homonymes, voir Bresje.
Bresje (en serbe cyrillique : Бресје) est un village de Serbie situé dans la municipalité de Svilajnac, district de Pomoravlje. Au recensement de 2011, il comptait 179 habitants.

## Démographie
| 1948 | 1953 | 1961 | 1971 | 1981 | 1991 | 2002 | 2011 |
| ---- | ---- | ---- | ---- | ---- | ---- | ---- | ---- |
| 648  | 637  | 623  | 521  | 488  | 373  | 230  | 179  |

|  |